# Piotr Szymański
Piotr "Szyman" Szymański (ur. 1968 w Lubawie) – polski muzyk sesyjny, gitarzysta rockowy, zamieszkały w Olsztynie.
Związany m.in. z zespołami: I Want You (album Fuck n' Roll), Mietek Folk, Big Day (albumy Dzień trzeci, Iluminacja, 6), Zaraza (współzałożyciel), Hormony (2 albumy), dePolis, Cezary Makiewicz, Shantaż, Babsztyl, projekt INKAS .
Kompozytor lub współkompozytor niektórych utworów ww. zespołów.